# Guido Winkmann
Guido Winkmann (* 27. November 1973 in Goch) ist ein ehemaliger deutscher Fußballschiedsrichter.
Winkmann ist Schiedsrichter für den SV Nütterden und seit 2001 DFB-Schiedsrichter. Seit 2004 leitet er Spiele der 2. Bundesliga und wird seit 2008 in der Bundesliga eingesetzt. Seine erste Partie im Oberhaus leitete er am 16. August 2008 mit der Begegnung Energie Cottbus gegen die TSG 1899 Hoffenheim.
Guido Winkmann ist hauptberuflich Polizeibeamter und lebt in Kerken.
Bei den Kommunalwahlen 2020 stellte er sich im Kreis Kleve als parteiloser Kandidat für das Amt des Landrats zur Wahl. Bei der Landratswahl im Kreis Kleve am 27. November 2022 kandidiert Winkmann erneut, diesmal mit Unterstützung der Freien Wähler.